# 橋本裕之 (アニメ演出家)
橋本 裕之（はしもと ひろゆき、1973年9月27日 - ）は、日本の男性アニメーター、アニメ演出家、アニメ監督。京都府出身。株式会社STEPPLE代表取締役。

## 来歴
サンライズ作品中心の作画専門の下請け会社、中村プロダクション出身。フリー後もアニメーターとして、サンライズやJ.C.STAFF、マッドハウス等、幅広く活躍。
『コードギアス 反逆のルルーシュR2』参加時に演出を学び（本人のブログより）、板垣伸のもと『「バスカッシュ!』第4話「スリーウエイ・フリーファイト」にて演出デビュー。
その後は演出業が中心となり、『ご注文はうさぎですか?』で初監督。
2014年頃、雑談配信を主としたツイキャスを開始。開始時はアーカイブを残さないままだったが、2020年3月頃から一部アーカイブを残す。その後、YouTubeにて2014年にチャンネル開設するも2020年までメインではなかった。2020年5月、2つの配信サイトを使いながらメインの配信をyoutubeへ移行、雑談配信がメイン。配信時間的に酒を飲みながらすることが多い。
2023年5月、アニメーションスタジオ「STEPPLE」を設立し、代表取締役に就任。

## 参加作品
特記のない作品は全て演出として参加。

### 劇場アニメ
2015年
- 蒼き鋼のアルペジオ -アルス・ノヴァ- Cadenza（絵コンテ、演出）

2018年
- 機動戦士ガンダムNT（絵コンテ）

2019年
- LAIDBACKERS-レイドバッカーズ-（監督）

### OVA
2017年
- ご注文はうさぎですか?? 〜Dear My Sister〜（監督）

2019年
- ご注文はうさぎですか?? 〜Sing For You〜（監督）